# Konkatedrála svatého Mikuláše (Prešov)
Konkatedrála svatého Mikuláše (do roku 2008 Dóm svatého Mikuláše) je kostel v Prešově.
Na místě dnešního kostela stála od roku 1230 jednolodní sakrální stavba, která byla v roce 1347 přestavěna. V letech 1505–1515 dostal chrám raně gotickou podobu, přičemž byl rozšířen na trojlodní chrám a to pod vedením mistra Brengiszena. Po požárech v letech 1624 a 1710 následovaly další přestavby a úpravy. Po požáru v roce 1788 byl kostel znovu opraven, vznikl vstupní klasicistický portál. Věž kostela byla regotizována v letech 1903–1904. V padesátých letech 20. století byla v kostele provedena generální oprava, do chrámu byla přidána nová travertinová dlažba, omítka, vitráže, rozhlas a křížová cesta. Poslední kompletní obnova kostela proběhla v letech 1982–1989. Po příchodu nového děkana proběhla celková rekonstrukce a to od roku 2010.  Rekonstruovány byly elektrické rozvody a osvětlení,  střecha, vitráže, ostění okolo oken, fasáda ( kromě věže ). Dále proběhla úprava svatyně, oprava varhan a 4 bočních oltářů a celkové vymalování. 
Chrám má rozměry: délka 54,7 m, šířka 34,45 m a výška 16 m. Dominantou interiéru je barokní oltář sv. Mikuláše se zachovanou gotickou skříní. Některá výzdoba je z dílny Mistra Pavla z Levoče.